# Chris Engler
Christopher Aaron "Chris" Engler (nacido el 1 de marzo de 1959 en Stillwater, Minnesota) es un exjugador de baloncesto estadounidense que jugó cinco temporadas en la NBA, además de jugar en la liga sueca, la liga italiana y la CBA. Con 2,11 metros de estatura, jugaba en la posición de pívot.

## Trayectoria deportiva

### Universidad
Tras pasar dos años en los Golden Gophers de la Universidad de Minnesota, donde apenas tuvo opciones para jugar, disputó dos temporadas más con los Cowboys de la Universidad de Wyoming, promediando en total 7,7 puntos y 4,8 rebotes por partido.

### Profesional
Fue elegido en la sexagésima posición del Draft de la NBA de 1982 por Golden State Warriors, donde jugó dos temporadas, siendo la más destacada la segunda, en la que promedió 1,7 puntos y 2,1 rebotes por partido.
Tras ser despedido antes del comienzo de la temporada 1984-85, en el mes de diciembre fichó por dies días con los New Jersey Nets, renovando por otros diez, fichando posteriormente por Chicago Bulls y acabando la temporada en los Milwaukee Bucks.
Al año siguiente se fue a jugar al Libertas Forlì de la liga italiana, donde únicamente disputó 4 partidos, en los que promedió 15 puntos y 8 rebotes, regresando a su país, ya que los Bucks, que tenían sus derechos en la NBA lo traspasaron a Portland Trail Blazers, recuperándolo posteriormente, para enviarlo a New Jersey Nets tras cinco partidos, donde jugó completa la temporada siguiente, promediando 1,9 puntos y 1,8 rebotes.
Antes de retirarse, jugó en los Rapid City Thrillers de la CBA y en el Alvik BK de la liga sueca.

## Estadísticas de su carrera en la NBA

### Temporada regular
| Año     | Equipo       | PJ  | PT | MPP  | %TC  | %3P | %TL   | RPP | APP | ROB | TPP | PPP |
| ------- | ------------ | --- | -- | ---- | ---- | --- | ----- | --- | --- | --- | --- | --- |
| 1982-83 | Golden State | 54  | 1  | 6.8  | .404 | –   | .313  | 1.9 | .2  | .1  | .3  | 1.5 |
| 1983-84 | Golden State | 46  | 1  | 7.8  | .398 | –   | .609  | 2.1 | .2  | .2  | .1  | 1.7 |
| 1984-85 | New Jersey   | 7   | 0  | 10.9 | .438 | –   | .556  | 3.9 | .0  | .3  | .6  | 2.7 |
| 1984-85 | Chicago      | 3   | 0  | 1.0  | .500 | –   | –     | .7  | .0  | .0  | .0  | .7  |
| 1984-85 | Milwaukee    | 1   | 0  | 3.0  | .000 | –   | –     | 1.0 | .0  | .0  | 1.0 | .0  |
| 1986-87 | Portland     | 7   | 0  | 2.4  | .500 | –   | 1.000 | 1.1 | .1  | .1  | .1  | 1.6 |
| 1986-87 | Milwaukee    | 5   | 0  | 9.6  | .250 | –   | 1.000 | 3.2 | .6  | .2  | .2  | 1.4 |
| 1986-87 | New Jersey   | 18  | 0  | 7.2  | .516 | –   | .667  | 1.8 | .2  | .2  | .5  | 2.2 |
| 1987-88 | New Jersey   | 54  | 0  | 7.4  | .409 | –   | .886  | 1.8 | .3  | .2  | .1  | 1.9 |
| total   | total        | 195 | 2  | 7.2  | .411 | –   | .677  | 2.0 | .2  | .2  | .2  | 1.8 |

### Playoffs
| Año   | Equipo    | PJ | PT | MPP | %TC   | %3P | %TL | RPP | APP | ROB | TPP | PPP |
| ----- | --------- | -- | -- | --- | ----- | --- | --- | --- | --- | --- | --- | --- |
| 1985  | Milwaukee | 1  | 0  | 6.0 | 1.000 | –   | –   | 2.0 | .0  | .0  | .0  | 2.0 |
| Total | Total     | 1  | 0  | 6.0 | 1.000 | –   | –   | 2.0 | .0  | .0  | .0  | 2.0 |